# 30 Seconds to Mars (album)
Albums de Thirty Seconds to Mars
A Beautiful Lie
(2005)
30 Seconds to Mars, sorti le 27 août 2002 sous le label Virgin Records, est le nom du premier album du groupe éponyme.
L'album, produit par Bob Ezrin, Brian Virtue et Thirty Seconds to Mars. Deux singles en ont été tirés, Capricorn (A Brand New Name) puis Edge of the Earth. 
L'album contient aussi une piste cachée, The Struggle, et il existe deux autres chansons enregistrées par le groupe mais ne figurant pas sur l'album, Phase 1: Fortification incluse dans une version promotionnelle de Capricorn (A Brand New Name) sortie en Grande-Bretagne, et Anarchy in Tokyo incluse dans la version japonaise de l'album.

## Liste des titres
Tous les titres sont de Jared Leto
| No  | Titre                                                                | Durée |
| --- | -------------------------------------------------------------------- | ----- |
| 1.  | Capricorn (A Brand New Name)                                         | 3:53  |
| 2.  | Edge of the Earth                                                    | 4:37  |
| 3.  | Fallen                                                               | 4:59  |
| 4.  | Oblivion                                                             | 3:29  |
| 5.  | Buddha for Mary                                                      | 5:45  |
| 6.  | Echelon                                                              | 5:49  |
| 7.  | Welcome to the Universe                                              | 2:40  |
| 8.  | The Mission                                                          | 4:04  |
| 9.  | End of the Beginning                                                 | 4:39  |
| 10. | 93 Million Miles                                                     | 5:20  |
| 11. | Year Zero (+ piste cachée The Struggle : Jared Leto et Shannon Leto) | 7:54  |

### Enhanced CD
- Capricorn (A Brand New Name) [Flash Video] – 3:33
- Behind the Scenes Footage – 5:52

## Classement
| An   | Pays       | Classement            | Meilleure position |
| ---- | ---------- | --------------------- | ------------------ |
| 2002 | États-Unis | Billboard 200         | 107                |
| 2002 | États-Unis | Billboard Heatseekers | 1                  |
| 2002 | Australie  | ARIA Album Chart      | 89                 |
| 2002 | France     | France Album Chart    | 142                |

## Membres
- Jared Leto — chanteur, guitariste
- Shannon Leto — batteur
- Solon Bixler — guitariste